# Hans Stuart
Hans Stuart, född i Skottland, död oktober 1618, var en svensk militär.

## Biografi
Hans Stuart föddes i Skottland. Han var son till Johannes Stuart och Agneta Forbes. Stuart flyttade till Sverige och blev ryttmästare i kung Erik XIV:s soldat. Han arbetade sedan åt hertig Karl av Södermanland och blev 1604 kammarjunkare hos honom. Stuart blev sedan överste för ett värvat regemente från Skottland. Han blev sedan generalfältkvartermästare och generalkrigskommissarie, samt generalmönsterherre över allt främmande krigsfolk i Sverige 1609. Stuart avled 1618 och begravdes bredvid sin fru i Vadsbro kyrka.

### Egendom
Han ägde gården Hedenlunda i Vadsbro socken, Ekskogen i Vadsbro socken, Rockelsta i Helgesta socken och Lida gård i Kvillinge socken.

### Familj
Stuart var gift med Brita Eriksdotter (Soop) (död 1622), dotter av befallningsmannen Erik Pedersson Soop och Anna Carlsdotter Månesköld af Seglinge i Örebro. De fick tillsammans barnen kammarherren Anders Stuart den yngre (1589–1679), Ingeborg Stuart, Anna Stuart (död 1670) som var gift med överstelöjtnanten Johan Adolph Stuart, Märta Stuart som var gift med överstelöjtnanten Anton Ydron och kammarherren David Stuart (1595–1657). Anders Stuart den äldre var hans bror.